# Phantasy Star II
Phantasy Star II ist ein Computer-Rollenspiel, das von der japanischen Firma Sega entwickelt und veröffentlicht wurde. Es erschien 1989 für das Sega Mega Drive in Japan und 1990 in Europa. Phantasy Star II ist der zweite Teil der Phantasy-Star-Serie von Sega und ist die Fortsetzung des Originalspiels Phantasy Star für das Master System. Phantasy Star II ist das erste Videospiel, das ein Spielmodul mit 6 Megabit Speicher verwendete, womit es zum Zeitpunkt der Veröffentlichung das größte Videospiel auf einer Konsole war.

## Handlung
Ein Jahrtausend ist vergangen, seit Alis im ersten Phantasy Star das finstere Böse besiegt hat. Der Planet Motavia im Algol-Sonnensystem ist nicht mehr die von Ameisen geplagte Wüste: Die Menschen haben einen fühlenden Computer namens „Mother Brain“ konstruiert, der das Klima des Planeten regulieren und ihn in eine blühende Utopie verwandeln könnte. Eines Nachts erwacht ein junger motavischer Agent der Regierung namens Rolf in seinem Bett, nachdem er einen Albtraum hatte. Er sieht ein junges Mädchen, das gegen einen Dämon kämpft, aber er kann ihr nicht helfen. Kurz darauf erfährt er, dass gefährliche Biomonster aus den Laboratorien ausgebrochen sind, und wird dorthin geschickt, um einen Rekorder zu holen, der wertvolle Informationen über den schrecklichen Vorfall enthalten könnte.

## Spielprinzip
Wie sein Vorgänger ist das Spiel ein auf Gruppen basierendes japanisches Rollenspiel mit zufällig erscheinenden Gegnern und rundenbasierten Kämpfen. Acht Charaktere können sich dem Abenteuer anschließen und nach Belieben ausgetauscht werden, um an einer Kampfgruppe von vier Personen teilzunehmen. Die Charaktere können eine Vielzahl von Waffen ausrüsten, darunter auch Schusswaffen; der Einsatz von Zweihandwaffen ist auch möglich. Verschiedene Techniken, für die TP (Technikpunkte, vergleichbar mit Magiepunkten in anderen Spielen) benötigt werden, können von den einzelnen Charakteren erlernt werden. Im Gegensatz zum ersten Spiel verwendet Phantasy Star II die gleiche Draufsicht sowohl für die Navigation in der Oberwelt als auch für die Erkundung der Dungeons. Die in 2D dargestellten Dungeons zeichnen sich durch ihre Komplexität aus.

## Technik

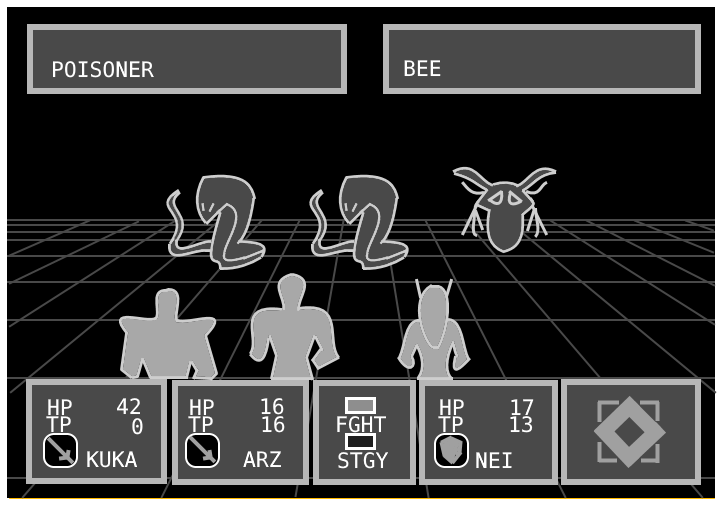
Szene (schematisch) aus dem Computerspiel Phantasy Star II. Abgebildet ist ein Kampf zwischen drei Charakteren und drei Gegnern (Schlangen, Biene). Ein vierter Charakter ist bereits verstorben. Für jeden Charakter werden Name, Waffe, Lebenspunkte (HP) und Technikpunkte (TP) angezeigt. Der Kampfmodus (FGHT) ist ausgewählt, der Strategiemodus (STGY) ist nicht aktiv.

Die Darstellung der Dungeons in 3D wurde – gegenüber dem ersten Teil der Serie – aus Speicherplatzgründen aufgegeben. Im Gegenzug sind die Gegner während der Kampfsequenzen mehrstufig animiert. Dungeons werden zudem meist mit dem visuellen Effekt des Parallax-Scrollings dargestellt. Phantasy Star II zeichnet sich durch einen hohen Schwierigkeitsgrad und eine fesselnde Geschichte aus. Bei der ursprünglichen Veröffentlichung als Modul für das Sega Mega Drive lag dem Spiel ein 113-seitiges, umfangreiches Begleitbuch mit bei, das dem Spieler den Weg durch die vielen Herausforderungen des Spiels erleichtern sollte. Im Gegensatz zu Dragon Quest für das Nintendo Entertainment System, wo ein namenloser Protagonist im Mittelpunkt stand, und dem ersten Final Fantasy mit einer ebenso beliebigen Riege von Helden ohne Hintergrundgeschichte, hat jeder Held in Phantasy Star II seine eigene Persönlichkeit, seine Stärken und Schwächen und sein eigenes Schicksal, das es zu erfüllen gilt.

## Entwicklungsdetails
Das Spiel wurde von Segas eigener Entwicklungsabteilung R&D 2 erstellt, welche 1996 in die Abteilung Sega CS2 überging und schließlich 1999 in Abteilung AM7/Overworks aufging. Sega schrieb nach den guten Kritiken und Verkaufszahlen des ersten Teils Phantasy Star einen Wettbewerb aus, bei dem die Spieler ihre Ideen für die Handlung des Nachfolgers einreichen konnten. Auf dieser Grundlage wurde Phantasy Star II gestartet und die Entwicklung dauerte etwa ein Jahr, ausgehend von diesem Wettbewerb.

## Portierungen
Phantasy Star II wurde für den Sega Saturn und den Game Boy Advance als Teil der Phantasy Star Collection wiederveröffentlicht. Es wurde auch für Segas Dreamcast veröffentlicht und ist zudem Teil der Sega Genesis Collection für PlayStation 2 und PlayStation Portable aus dem Jahr 2005. Das Spiel ist in Sonic's Ultimate Genesis Collection für Xbox 360 und PlayStation 3 enthalten.
Das Spiel wurde 2008 über Nintendos Dienst Virtual Console zur Verfügung gestellt. Am 10. Juni 2009 wurde es auf Xbox Live Arcade unter dem Dach der Sega Vintage Collection veröffentlicht. Am 26. August 2010 wurde eine iPhone-Portierung des Spiels veröffentlicht. Die Portierung erschien später auch für das iPad und den iPod touch. Für Windows erschien das Spiel am 2. Mai 2012. Sega stellte am 22. Juni 2017 das Spiel kostenlos über iTunes und Google Play zur Verfügung.

## Rezeption

### Rezensionen
Seit seiner Veröffentlichung wurde Phantasy Star II von der Fachpresse gelobt.
Die Zeitschrift Aktueller Software Markt befand:

„Mit seiner spannenden Geschichte, den vielen Rätseln, Gegenständen und Begegnungen sorgt Phantasy Star II für monatelangen Spielspaß und ist für Fans diese Genres Anlaß, ernsthaft über die Anschaffung eines Mega Drives nachzudenken.“

Die Zeitschrift Power Play urteilte:

„Eine handfeste Science-Fiction-Story, eine farbenfrohe Grafik und eine ausgefeilte Benutzerführung lassen dieses Rollenspiel zu einem richtigen Leckerbissen werden.“

Der Wizardry-Designer Roe R. Adams schrieb im Magazin Computer Gaming World:

“For those with the willpower not to be tempted by the Dark Force of Marketing, Phantasy Star II is a challenging and enjoyable intermediate game with superb combat and animated graphics.”

„Für diejenigen, die die Willenskraft haben, sich nicht von der dunklen Macht des Marketings verführen zu lassen [gemeint ist die Beilage eines Lösungsbuchs zum Spiel], ist Phantasy Star II ein anspruchsvolles und unterhaltsames Spiel mit großartigen Kämpfen und animierter Grafik.“

### Auszeichnungen
- Besonders empfehlenswert, Power Play 07/1990
- Megahit, Aktueller Software Markt 09/1990
- Test Classic, Video Games 01/1991